# Институт Бака по исследованию старения
Институт Бака по исследованию старения (сокр. Институт Бака, англ. Buck Institute for Research on Aging) — это независимый биомедицинский исследовательский институт для изучения процессов старения и старческо-зависимых болезней. Целью организации является продление здоровых лет жизни. Институт Бака является одним из 9 центров исследования старения, относящихся к Glenn Foundation for Medical Research.
Институт является некоммерческой организацией, расположен в Новато, Калифорния, начал свою деятельность в 1999, что делает его первым институтом в мире, изначально созданном преимущественно для того, чтобы изучать вмешательство в процессы старения. Он назван в честь филантропов Leonard и Beryl Hamilton Buck, которые выделили средства на создание института, а Buck Trust поддерживает его работу, перечисляя примерно по 6 миллионов долларов ежегодно. Кампус института спроектирован архитектором Ио Мин Пей (англ. Ieoh Ming Pei).
В мае 2007 институт заключил соглашение о сотрудничестве с кампусами в Дейвисе и Мерседе Калифорнийского университета о координации исследований стволовых клеток.

## Исследования
Исследовательская программа Института Бака имеет 10 приоритетных направлений, касающихся гериатрии и долголетия. Штат института в 2017 году насчитывал порядка 250 человек.
Институт Бака проводит свои исследования в 20 лабораториях, имеющих свои специализации. После 12 лет обсуждений с местными защитниками животных, институт согласился ограничить использование в экспериментах млекопитающих, более крупных чем мыши и крысы. Некоторые лаборатории не используют в экспериментах животных совсем.
В 2013 году около половины средств, используемых институтом, шло от рецензированных грантов от Национального института здравоохранения США (NIH) и других федеральных агентств. Фонды и частные лица внесли другие 35 %. И только около 15 % являлись средствами Buck Trust Fund.
В 2015 году грантов было получено на 17.4 миллиона долларов, в то время как в 2011 на 28 миллионов.
В 2015 году учёные Калифорнии открыли самый больший в мире публично доступный банк стволовых клеток с образцами, хранящимися в Институте Бака. Первоначально в банке было 300 линий стволовых клеток, с конечной целью увеличить их число до 9000 линий.
В 2016 году институт запустил стартап, названный Unity Biotechnology First Company, имеющий цель разработки медицинских подходов для лечения старческо-зависимых болезней и увеличению продолжительности здоровой жизни.
Один из препаратов, разработанных в институте, является рапамицин.

## Галерея

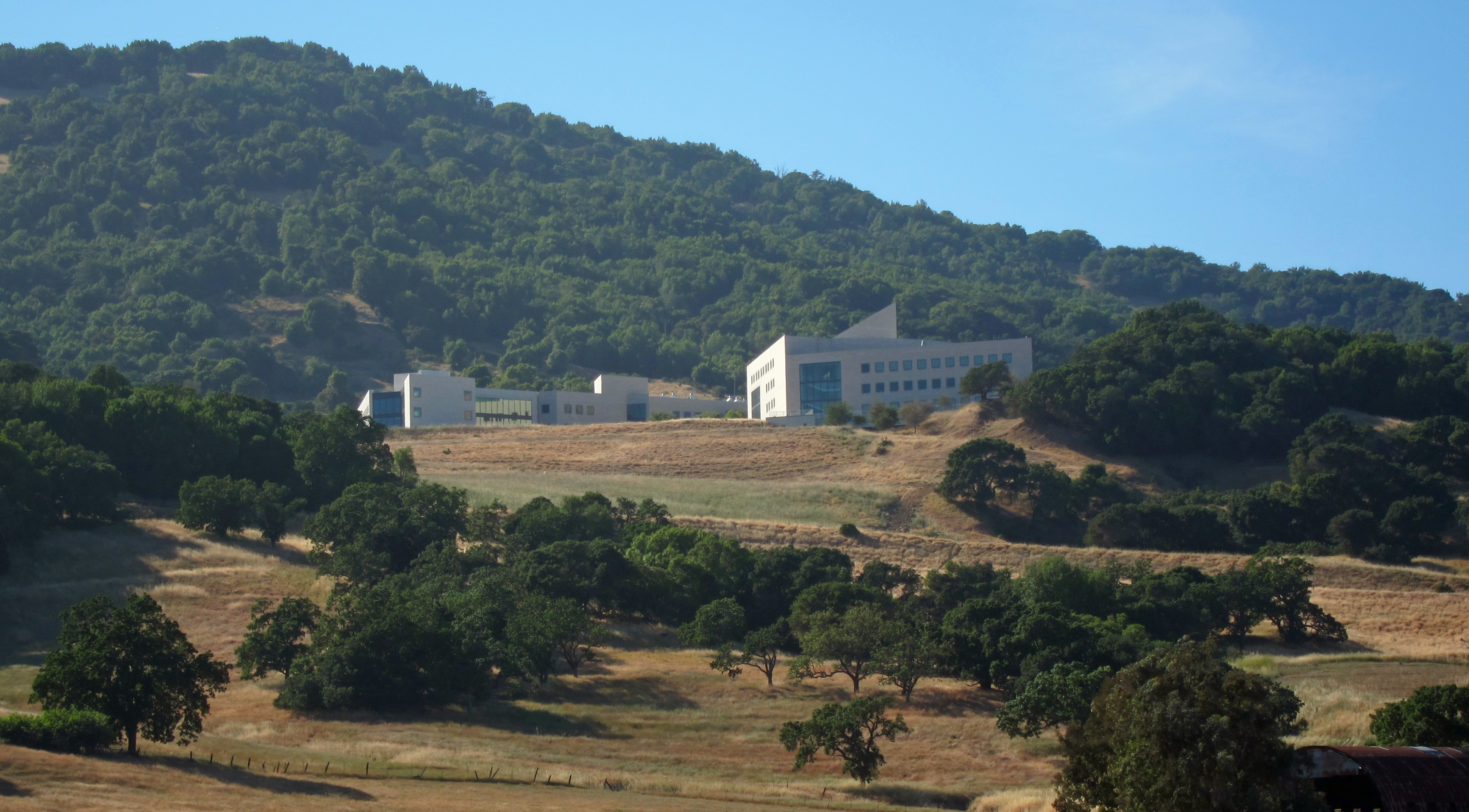
Вид на кампус института с Шоссе 101
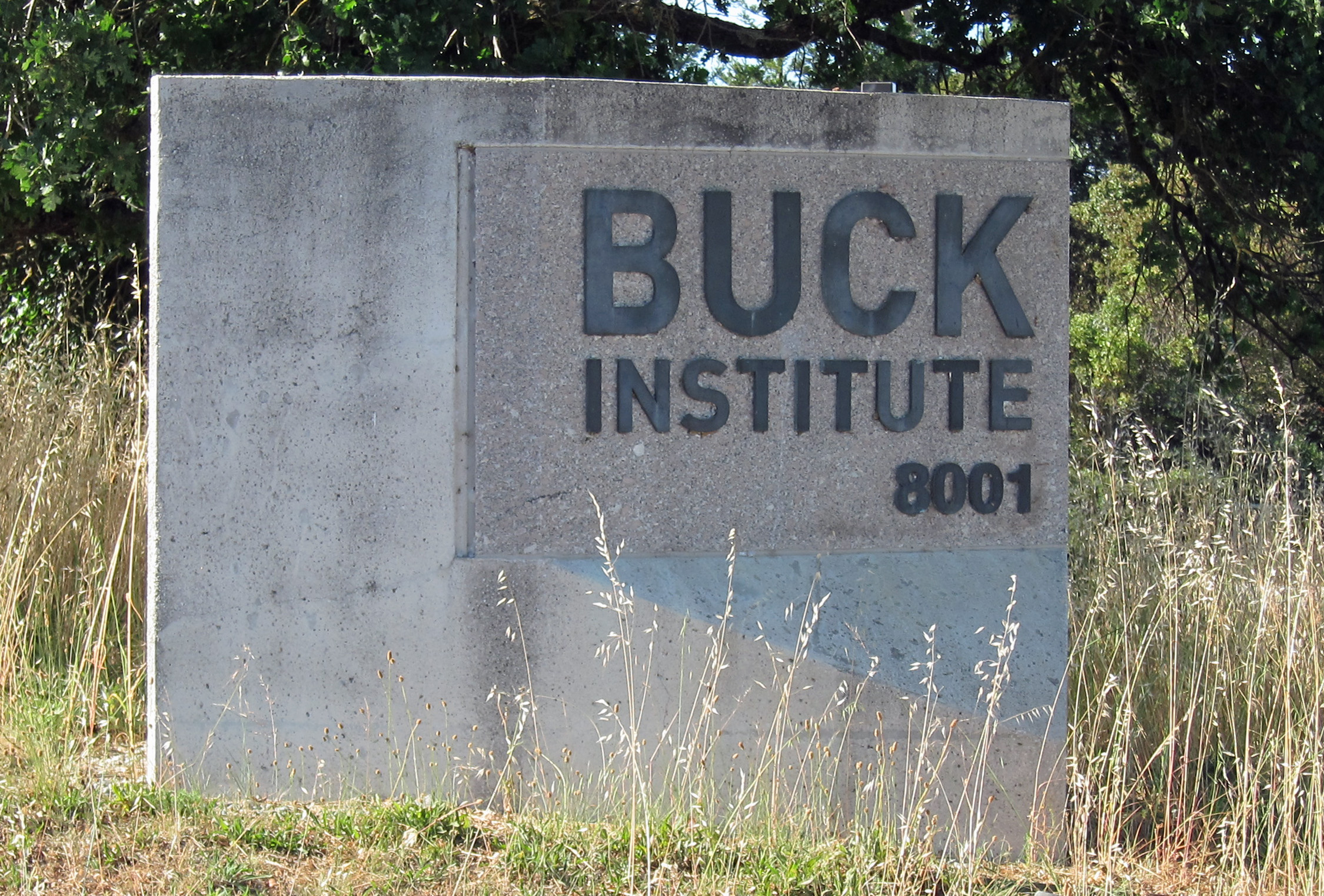
Входной знак в институт на Бульваре Красного Дерева (Redwood Boulevard)
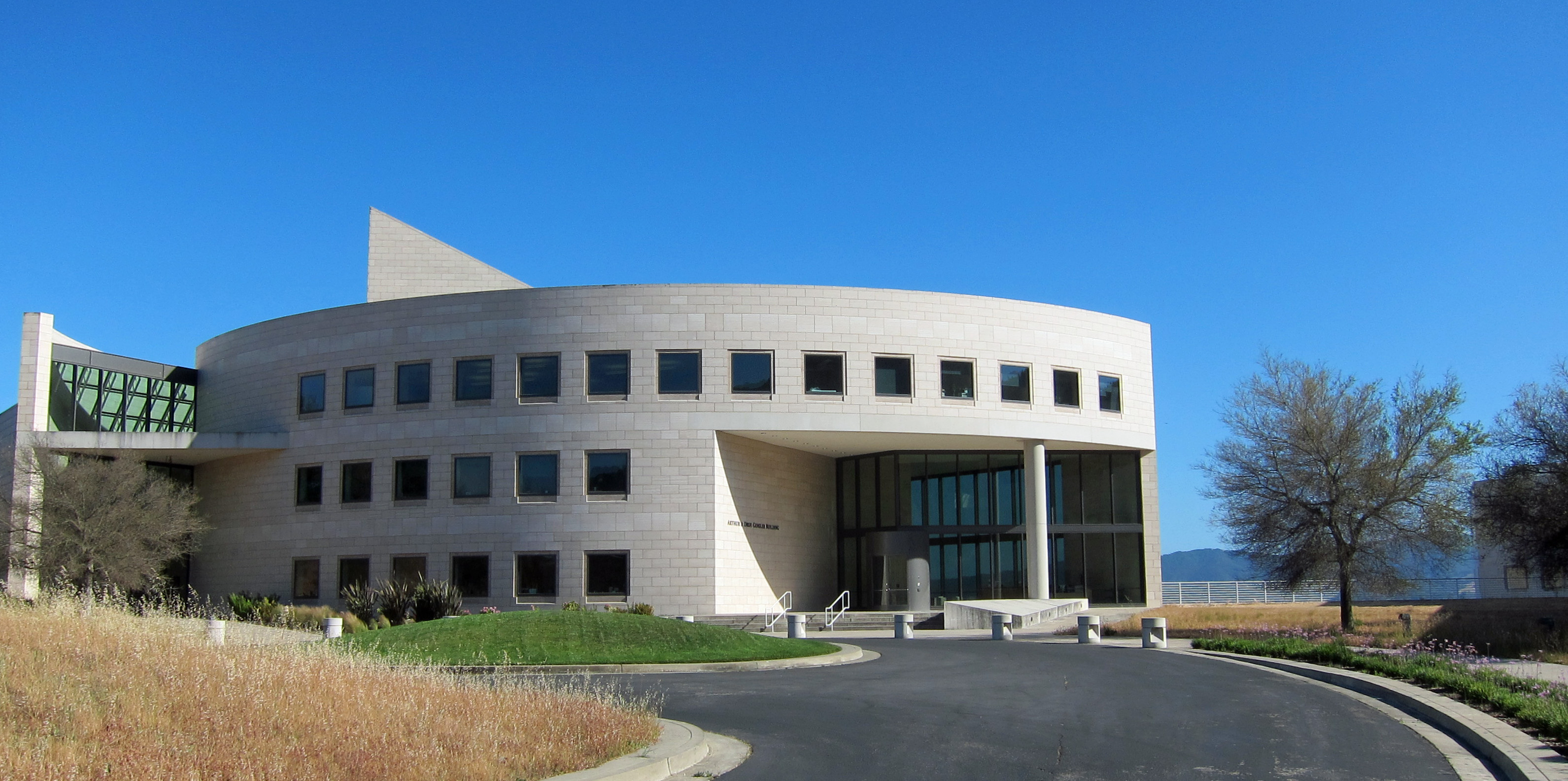
Главный вход
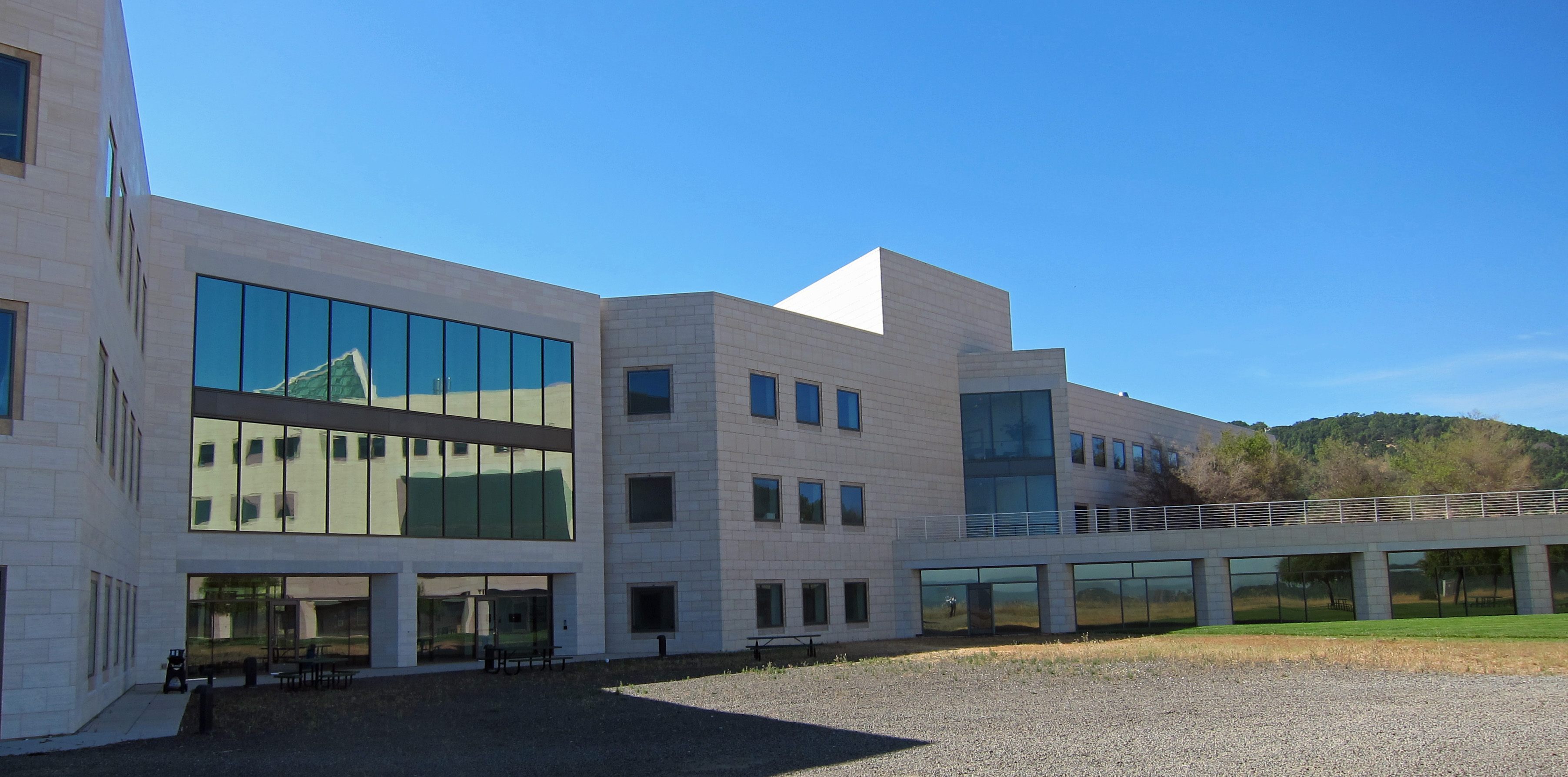
Второе здание института
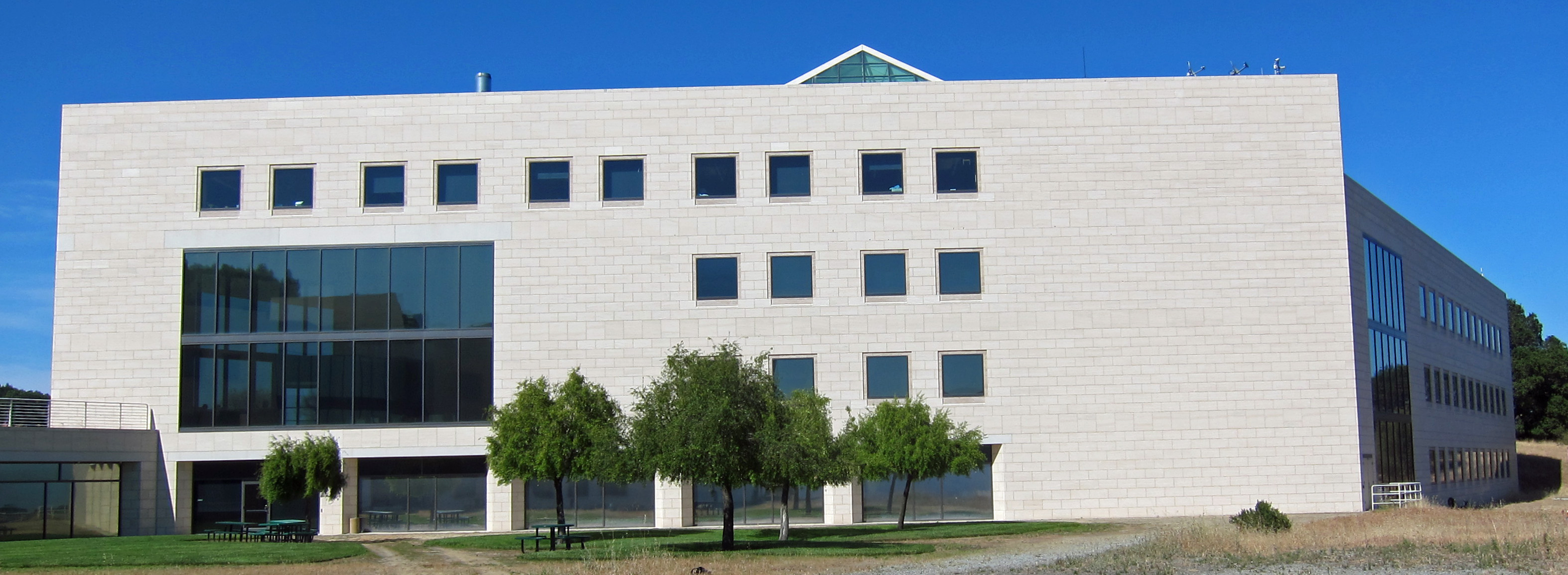
Административное здание, вид из внутреннего двора
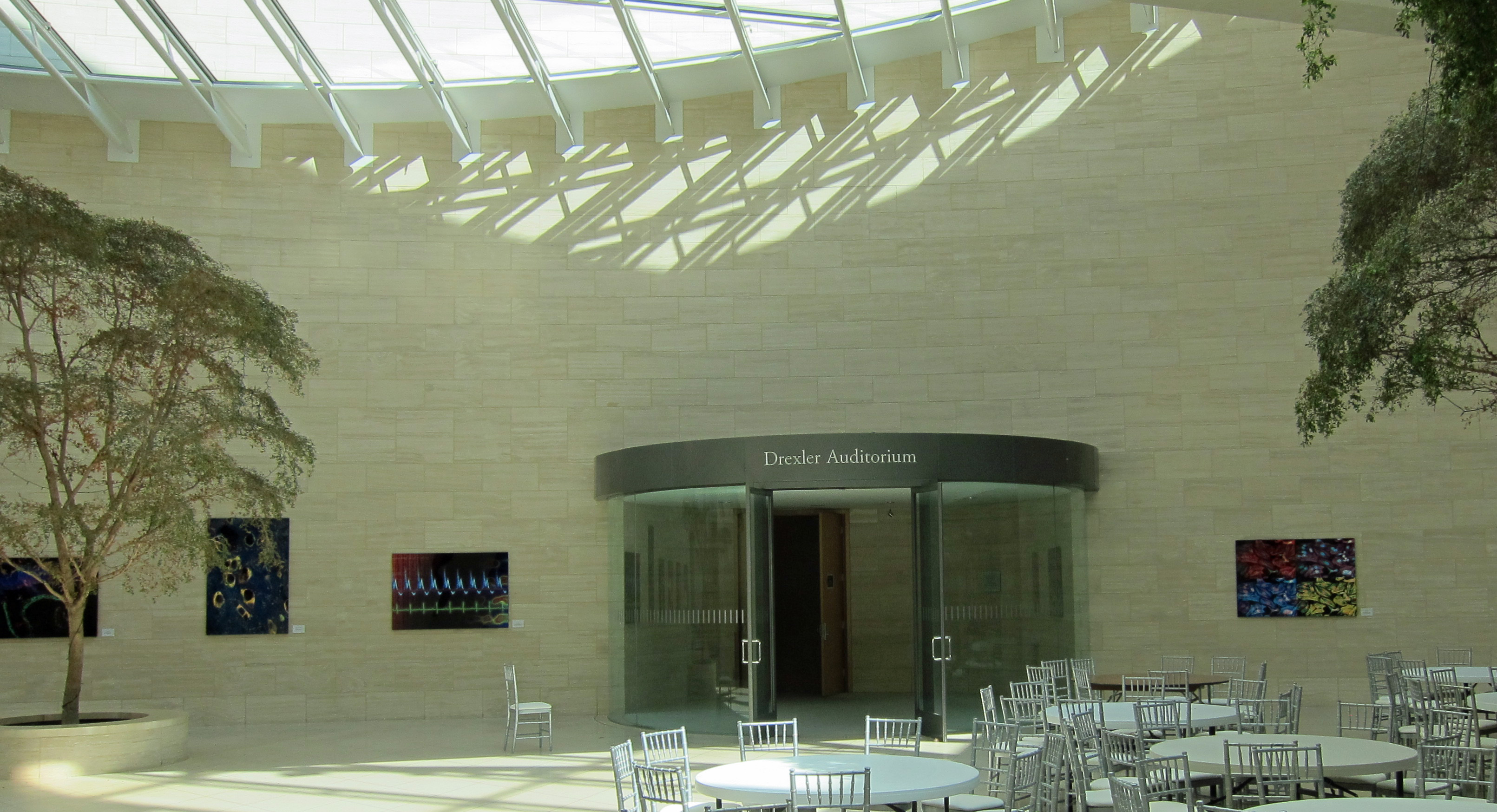
Вход в вестибюль в аудиторию Дрекслера (Drexler Auditorium) в административном здании
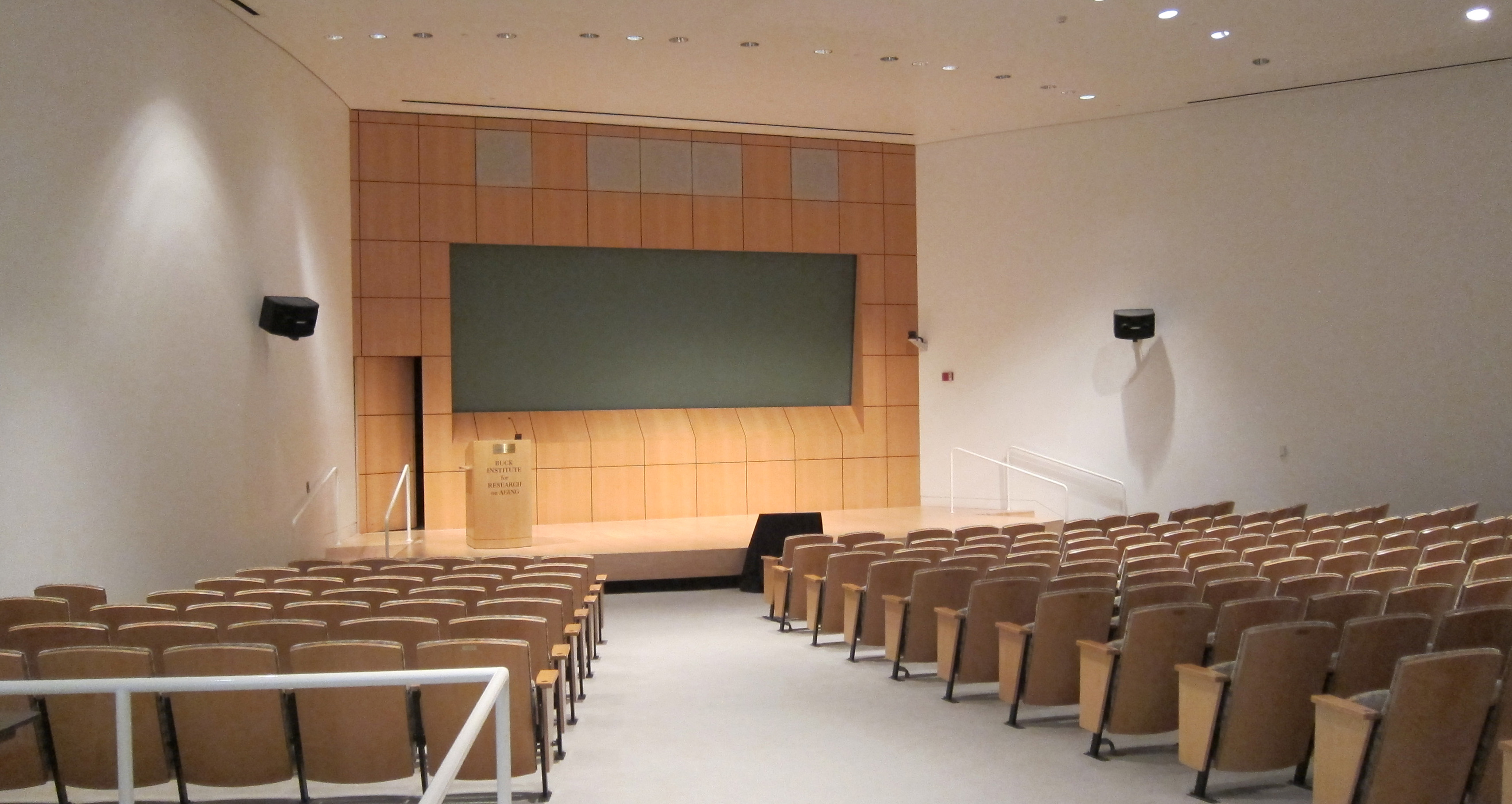
Внутри аудитории Дрекслера в административном здании

## Руководители
При основании института его президентом и генеральньным директором был Dale Bredesen, который сейчас возглавляет лабораторию, концентрирующуюся на исследовании болезни Альцгеймера. В июле 2010 его сменил Brian K. Kennedyen, который ушёл в отставку в октябре 2016. В ноябре 2016 на посты президента и генерального директора был назначен Eric M. Verdinen, занимающий их до сего времени.

## Ключевые личности в штате университета
- Judith Campisien
- Heinrich Jasperen
- Brian K. Kennedyen
- Eric M. Verdinen
- David G. Nichollsen